# 후위웨이
후위웨이(중국어: 胡宇威, 병음: Hú Yûwēi, 한자음: 호우위, 영어: George Hu 조지 후[*], 1982년 7월 24일 ~ )는 타이완의 배우 및 가수로, 무호장의 일원이다. 본명은 胡宇崴이다.

## TV 시리즈
- 난릉왕 (드라마)

## 영화
- 하늘에서 음식이 내린다면 2
- 한단시

## 뮤직 비디오 출연
- 양승림
- 우잉제 (배우)